# شريان ألوي علوي
شريان ألوي علوي هو فرع من شريان حرقفي غائر.